# Berneuil (Charente-Maritime)
Berneuil is een gemeente in het Franse departement Charente-Maritime (regio Nouvelle-Aquitaine). De plaats maakt deel uit van het arrondissement Saintes. Berneuil telde op 1 januari 2022 1.163 inwoners.

## Geschiedenis
In de omgeving van Berneuil (Charente-Maritime) zijn er sporen gevonden waarvan de oudste teruggaan tot in het Neolithicum. Verder zijn er sporen van Romeinse kunst en de daaropvolgende periode van de Romaanse kunst. Door het gebied liep er een oude Romeinse heerweg waarvan er resten teruggevonden zijn.

## Geografie
De oppervlakte van Berneuil bedroeg op 1 januari 2022 25,45 vierkante kilometer; de bevolkingsdichtheid was toen 45,7 inwoners per km².
De onderstaande kaart toont de ligging van Berneuil met de belangrijkste infrastructuur en aangrenzende gemeenten.

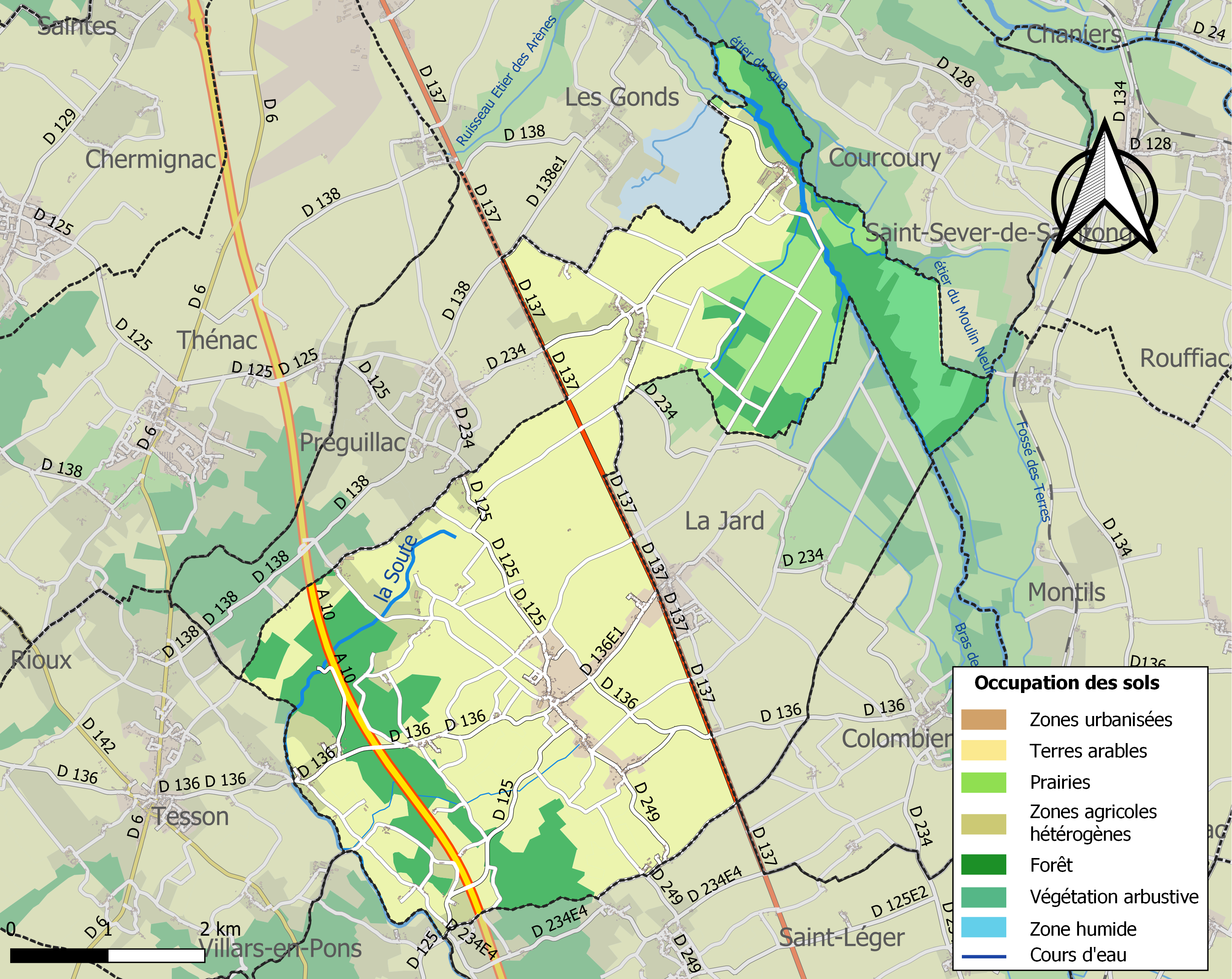

## Demografie
Onderstaande figuur toont het verloop van het inwonertal (bron: INSEE-tellingen).

## Economie
Hoofdzakelijk landbouw, wijnbouw en veeteelt.

## Bezienswaardigheden
Op het terrein van de gemeente Berneuil, 8 kilometer ten zuiden van Saintes aan de rijksweg N137 liggen de oorlogsgraven van 8328 soldaten. Het terrein is voor iedereen toegankelijk.